# Corporación de Ciencia y Tecnología Aeroespacial de China
La Corporación de Ciencia y Tecnología Aeroespacial de China (CCTAC) o CASC (sigla del inglés China Aerospace Science and technology Corporation, en chino: 中國航天科技集團公司) es el contratista principal del programa espacial chino. Es propiedad del Estado y tiene un número de entidades subordinadas que diseñan, desarrollan y fabrican una gama de naves espaciales, vehículos de lanzamientos, sistemas de misiles estratégicos y tácticos, y equipo de tierra. Fue fundada oficialmente en julio de 1999 como parte de una unidad de la reforma del gobierno chino, previamente siendo una parte de la antigua Corporación Aeroespacial de China. Varias encarnaciones del programa de 1956.
Junto con el espacio y la producción de defensa, CASC también produce una serie de alta gama de productos civiles, tales como maquinaria, equipos químicos, de telecomunicaciones, equipos de transporte, ordenadores, productos médicos y equipo para el cuidado y protección medioambiental. CASC ofrece servicios comerciales de lanzamiento al mercado internacional y es una de las organizaciones más avanzadas del mundo en el desarrollo y despliegue de alta energía de tecnología propelente, propulsores, y lanzamiento de varios satélites encima de un solo cohete. La sociedad tiene un capital registrado de 1,1 mil millones dólares y emplea a 110.000 personas.[cita requerida]

## Entidades subordinadas

### Complejos de producción e I+D
- Academia China de Tecnología de Vehículos de Lanzamiento (CALT)
- Academia de Tecnología de Propulsión Sólida Aeroespacial (AASPT)
- Academia China de Tecnología Espacial (CAST)
- Academia de Tecnología de Propulsión Líquida Aeroespacial (AALPT)
- Academia de Tecnología Aeroespacial de Sichuan (SAAT)
- Academia de Tecnología de Vuelo Espacial de Shanghái (SAST)
- Academia China de Tecnología Aeroespacial Electrónica (CAAET)
- Academia China de Aerodinámica Aeroespacial (CAAA)

### Empresas especializadas
- Corporación Satélite de Comunicaciones Chino[1]
- Corporación Industrial Gran Muralla China (CGWIC)[2]
- Centro de Consulta  de Ingeniería Aeroespacial de China
- Centro de Recursos de datos satelitales y Aplicaciones Chino
- Ciencia y Tecnología Aeroespacial de Francia Co, Ltd.
- Capital Holding Aeroespacial Co, Ltd.
- China Aerospace Times Electronics Corporation
- Holdings International Aeroespacial de China, Ltd. (中國航天國際控股有限公司)
- Beijing Shenzhou Aeroespacial Software Technology Co, Ltd.
- Academia Shenzhen de Tecnología Aeroespacial
- Aerospace Long-March International Trade Co, Ltd.
- Tecnología de Topografía y Cartografía China Siwei Co, Ltd

### Unidades Directamente Subordinados
- Instituto de Normas Astronáuticas de China
- Casa Editorial de Astronáutica de China
- Archivos del Espacio
- Centro de Comunicación Aeroespacial
- Noticias del Espacio de China
- Sociedad China de Astronáutica
- Centro de Desarrollo de Talento e intercambio Aeroespacial
- Oficina de Impresión Aeroespacial